# 三熊山美夫
三熊山 美夫（みくまやま よしお、1908年7月20日 - 没年不明）は、現在の兵庫県洲本市出身で中川部屋、武蔵川部屋、鏡山部屋に所属した元大相撲力士。本名は小泉 美夫。167cm、102kg。最高位は西前頭12枚目。

## 経歴
1923年1月初土俵、1932年5月十両昇進。1936年1月新入幕。非力と評されながらも、ずんぐりとした体相当の相撲を見せ、評判はよかった。しかし幕内在位は3場所に終わり、1938年1月に廃業。廃業してからは消息が全く不明になっている。
四股名は故郷の山から。
大変器用な力士で、初っ切り・相撲甚句・弓取りと何でも務められたので巡業で重宝がられた。

## 成績
- 幕内3場所15勝20敗
- 通算18場所82勝69敗
- 幕下優勝1回、三段目優勝2回、序ノ口優勝1回

### 場所別成績
| 1923年 （大正12年） | （前相撲）              | x                  | （前相撲）            | x                     |
| 1924年 （大正13年） | （前相撲）              | x                  | 東序ノ口17枚目 1–4    | x                     |
| 1925年 （大正14年） | 東序ノ口4枚目 優勝 6–0  | x                  | 東序二段18枚目 5–1    | x                     |
| 1926年 （大正15年） | 西三段目26枚目 2–4      | x                  | 東三段目43枚目 3–3    | x                     |
| 1927年 （昭和2年） | 西三段目44枚目 5–1      | 西三段目44枚目 3–3 | 西三段目12枚目 3–3    | 東三段目38枚目 0–0–6  |
| 1928年 （昭和3年） | 西三段目8枚目 1–5       | 東序二段12枚目 4–2 | 西三段目25枚目 3–3    | 西三段目25枚目 4–2    |
| 1929年 （昭和4年） | 西三段目4枚目 3–3       | 西三段目4枚目 3–3  | 西三段目筆頭 優勝 6–0 | 西三段目筆頭 優勝 6–0 |
| 1930年 （昭和5年） | 東幕下8枚目 2–4         | 東幕下8枚目 2–4    | 西幕下22枚目 2–3      | 西幕下22枚目 4–2      |
| 1931年 （昭和6年） | 東幕下17枚目 3–3        | 東幕下17枚目 1–5   | 西幕下32枚目 4–2      | 西幕下32枚目 2–4      |
| 1932年 （昭和7年） | 西幕下12枚目 優勝 7–1   | 西幕下12枚目 6–4   | 東十両10枚目 6–5      | 東十両10枚目 3–8      |
| 1933年 （昭和8年） | 西幕下6枚目 7–4         | x                  | 東十両13枚目 3–8      | x                     |
| 1934年 （昭和9年） | 西幕下3枚目 4–7         | x                  | 東幕下13枚目 8–3      | x                     |
| 1935年 （昭和10年） | 東十両11枚目 7–4        | x                  | 東十両3枚目 8–3       | x                     |
| 1936年 （昭和11年） | 東前頭14枚目 6–5        | x                  | 西前頭12枚目 4–7      | x                     |
| 1937年 （昭和12年） | 西十両筆頭 6–5          | x                  | 東前頭17枚目 5–8      | x                     |
| 1938年 （昭和13年） | 東十両3枚目 引退 1–12–0 | x                  | x                     | x                     |
| 各欄の数字は、「勝ち-負け-休場」を示す。 優勝 引退 休場 十両 幕下 三賞：敢=敢闘賞、殊=殊勲賞、技=技能賞 その他：★=金星 番付階級：幕内 - 十両 - 幕下 - 三段目 - 序二段 - 序ノ口 幕内序列：横綱 - 大関 - 関脇 - 小結 - 前頭（「#数字」は各位内の序列） |                         |                    |                       |                       |

- 1932年1月番付は東幕下28枚目

## 幕内対戦成績
| 力士名 | 勝数 | 負数 | 力士名   | 勝数 | 負数 | 力士名 | 勝数 | 負数 | 力士名 | 勝数 | 負数 |
| ------ | ---- | ---- | -------- | ---- | ---- | ------ | ---- | ---- | ------ | ---- | ---- |
| 青葉山 | 1    | 0    | 天城山   | 1    | 0    | 綾川   | 1    | 1    | 綾錦   | 1    | 0    |
| 綾昇   | 0    | 1    | 綾若     | 1    | 0    | 五ツ嶋 | 0    | 1    | 射水川 | 1    | 2    |
| 大浪   | 1    | 1    | 大八洲   | 1    | 1    | 桂川   | 0    | 1    | 九州山 | 1    | 0    |
| 駒ノ里 | 0    | 2    | 大邱山   | 0    | 1    | 太刀若 | 0    | 1    | 楯甲   | 0    | 1    |
| 筑波嶺 | 1    | 0    | 出羽ノ花 | 0    | 2    | 富野山 | 1    | 0    | 防長山 | 2    | 0    |
| 星甲   | 0    | 1    | 松前山   | 0    | 1    |        |      |      |        |      |      |

## 改名
改名歴なし